# Mossaråtjärnen (Överluleå socken, Norrbotten, 732171-177409)
Mossaråtjärnen är en sjö i Bodens kommun i Norrbotten och ingår i Altersundets huvudavrinningsområde. Sjön har en area på 0,0728 kvadratkilometer och ligger 52 meter över havet.

## Delavrinningsområde
Mossaråtjärnen ingår i det delavrinningsområde (732450-177239) som SMHI kallar för Mynnar i Altersundet. Medelhöjden är 47 meter över havet och ytan är 16,87 kvadratkilometer. Det finns inga avrinningsområden uppströms utan avrinningsområdet är högsta punkten. Svartbäcken som avvattnar avrinningsområdet har biflödesordning 2, vilket innebär att vattnet flödar genom totalt 2 vattendrag innan det når havet efter 30 kilometer. Avrinningsområdet består mestadels av skog (72 procent). Avrinningsområdet har 0,07 kvadratkilometer vattenytor vilket ger det en sjöprocent på 0,4 procent.